# Hilberts Satz 90
Der mathematische Satz, den David Hilbert unter der Nummer 90 in seiner Theorie der algebraischen Zahlkörper aufführt und der seither diesen Namen trägt, macht eine Aussage über die Struktur bestimmter Körpererweiterungen. Er wurde en passant bereits 1855 von Kummer bewiesen.

## Ursprüngliche Fassung
Es sei {\displaystyle L/K} eine zyklische Galoiserweiterung und {\displaystyle \sigma } ein Erzeuger der zugehörigen Galoisgruppe. Dann ist jedes {\displaystyle y\in L^{\times }} mit Norm {\displaystyle N_{L/K}(y)=1} von der Form
{\displaystyle y={\frac {\sigma x}{x}}}
mit einem geeigneten {\displaystyle x\in L^{\times }}.

### Anwendung auf Gaußsche Zahlen
Noam D. Elkies hat beschrieben, dass „Hilbert 90“ im Falle {\displaystyle \mathbb {Q} [\mathrm {i} ]/\mathbb {Q} } auf einfachste Weise mit der bekannten Parametrisierung der Pythagoreischen Tripel äquivalent ist.

## Galoiskohomologische Fassung
{\displaystyle E} ist ein Körper, {\displaystyle E/F} eine galoissche Körpererweiterung und {\displaystyle G={\text{Gal}}(E/F)}. Dann folgt für die Galoiskohomologie:
{\displaystyle H^{1}(G,E^{\times })=0}

## Algebraisch-geometrische Fassung
Es sei {\displaystyle X} ein Schema. Dann ist
{\displaystyle \mathrm {H} _{\mathrm {{\acute {e}}t} }^{1}(X,\mathbb {G} _{\mathrm {m} })=\mathrm {Pic} \,X.}
Anders ausgedrückt: Jedes étale-lokal triviale Geradenbündel ist bereits ein Zariski-Geradenbündel.

## Hilbert 90 für motivische Kohomologie
Die ursprüngliche Fassung verallgemeinert sich in der motivischen Kohomologie zur Exaktheit von
{\displaystyle \mathrm {H} ^{1}(Y,\mathbb {G} _{\mathrm {m} })\to ^{1-\sigma }H^{1}(Y,\mathbb {G} _{\mathrm {m} })\to ^{N_{X/Y}}H^{1}(X,\mathbb {G} _{\mathrm {m} })}
für zyklische Galoisüberlagerungen {\displaystyle Y/X} mit Erzeuger {\displaystyle \sigma }. Für das Spektrum eines Körpers erhält man die ursprüngliche Fassung zurück.